# Sozologia szczegółowa
Sozologia szczegółowa – nauka będąca działem sozologii. Zajmuje się:
- genezą struktury i stanu poszczególnych elementów środowiska
- genezą i charakterystyka czynników antropogenicznych
- charakterystyką i dynamiką przekształceń poszczególnych elementów środowiska
- oceną stanu tych przekształceń i prognozami dalszych przekształceń.